# Balassa Béla (közgazdász)
Balassa Béla  (Budapest, 1928. április 6. – Washington, 1991. május 10.)  magyar közgazdász, a Johns Hopkins Egyetem professzora.

## Életpályája
Tanulmányait Budapesten a Budapesti Kereskedelmi Akadémián (1948), majd az Eötvös Loránd Tudományegyetemen (1951), továbbá a Yale Egyetemen (1958–1959) végezte. 
- 1962–67 tanársegéd,  Yale Egyetem
- 1966–1991 Professzor Johns Hopkins Egyetem
- 1966– Világbanki tanácsadó,
- 1970–71 a REStat szerkesztője; az Összehasonlító Közgazdaságtani Szövetség elnöke
- 1979–80 elnök, Association of Comparative Economic Studies
- 1980 Institut de France, ösztöndíjas

## Az európai integráció ötlépcsős modellje
A Balassa Béla által kidolgozott ötlépcsős modell öt lépcsőfoka:
1.Szabadkereskedelmi övezet: szabadon kereskednek az árukkal, áramolnak a szolgáltatások, a tagok egymással szemben lebontják a vámokat, eltörlik a kvótákat (mennyiségi korlátokat), de harmadik állammal szemben mindenki maga állapít meg tarifákat.
2.Vámunió: harmonizálják a vámokat harmadik államok irányába (egymás között már eltörölték)
3.Egységes, közös belső piac: az áruk és szolgáltatások mellett a tőke és munkaerő is szabadon áramolhat (de a tagállamok kapnak időt ennek bevezetésére 3+5+2 évet)
4.Gazdasági és Monetáris Unió (EMU): gazdaságukat, gazdaságpolitikájukat összehangolják, a tagállamok monetáris- és árfolyam politikájukat átengedik, költségvetési politika állami kézben marad. Bevezetik a közös valutát. Itt tart most az EU.
5.Politikai Unió: már a politikai intézmények is összefonódnak, ezáltal megszűnnek az önálló államok.

## Leghíresebb munkái
- Paul Samuelsonnal a (Balassa–Samuelson-hatás).